# Polydesmus collaris
Polydesmus collaris är en mångfotingart som beskrevs av Carl Ludwig Koch 1847. Polydesmus collaris ingår i släktet Polydesmus och familjen plattdubbelfotingar.

## Underarter
Arten delas in i följande underarter:
- P. c. anienanus
- P. c. collaris
- P. c. rannensis
- P. c. salamandrinus
- P. c. tussilaginis

## Bildgalleri

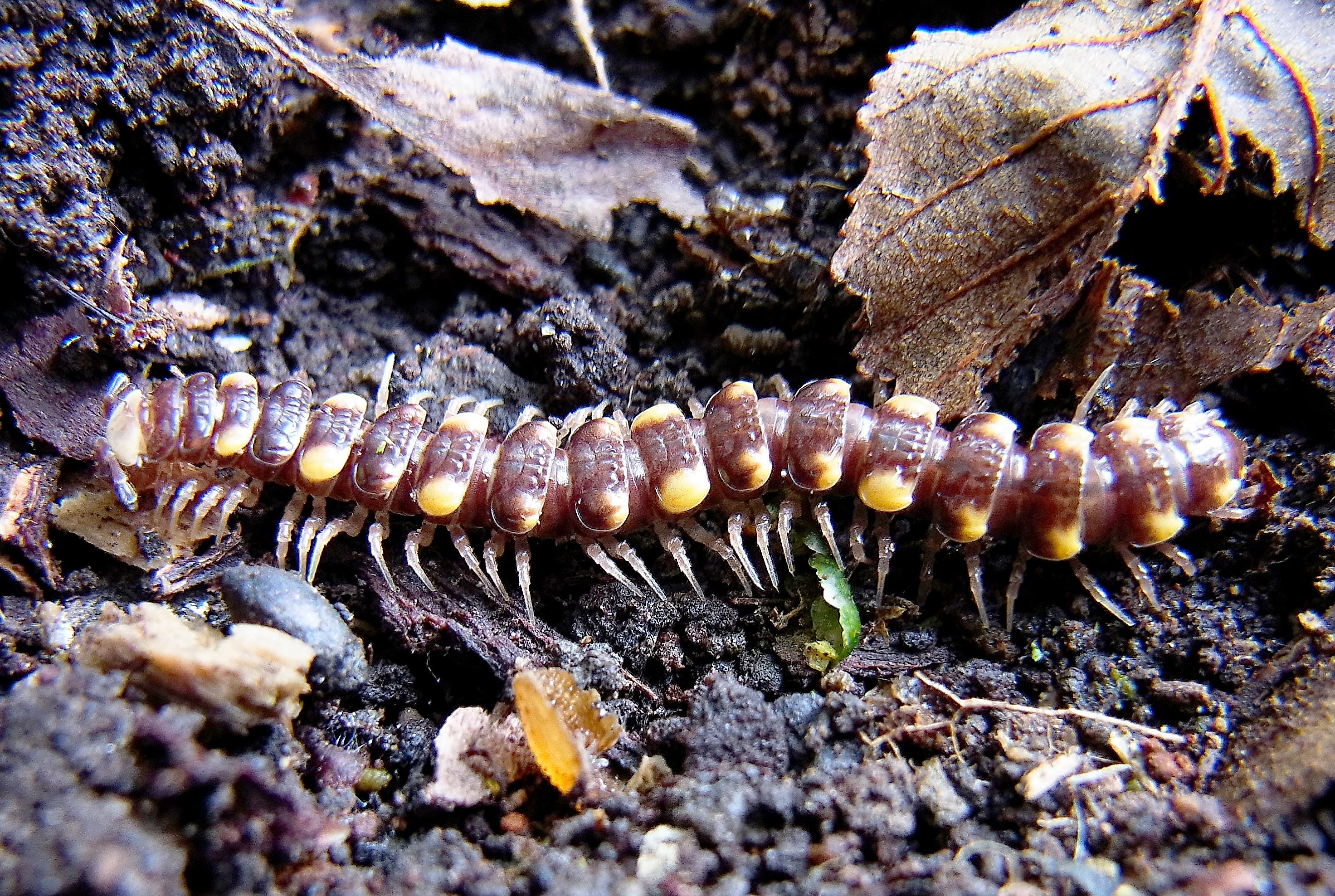
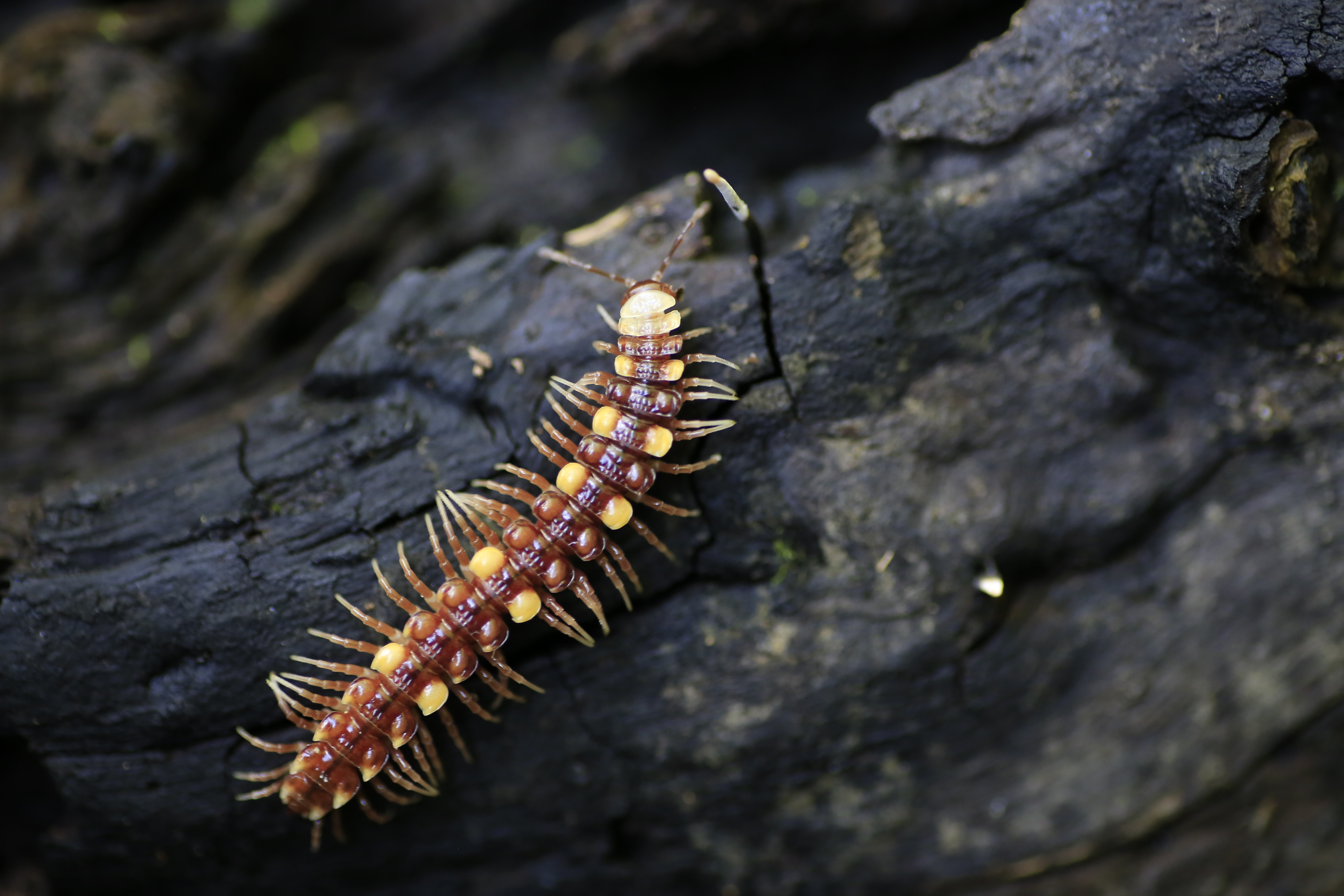
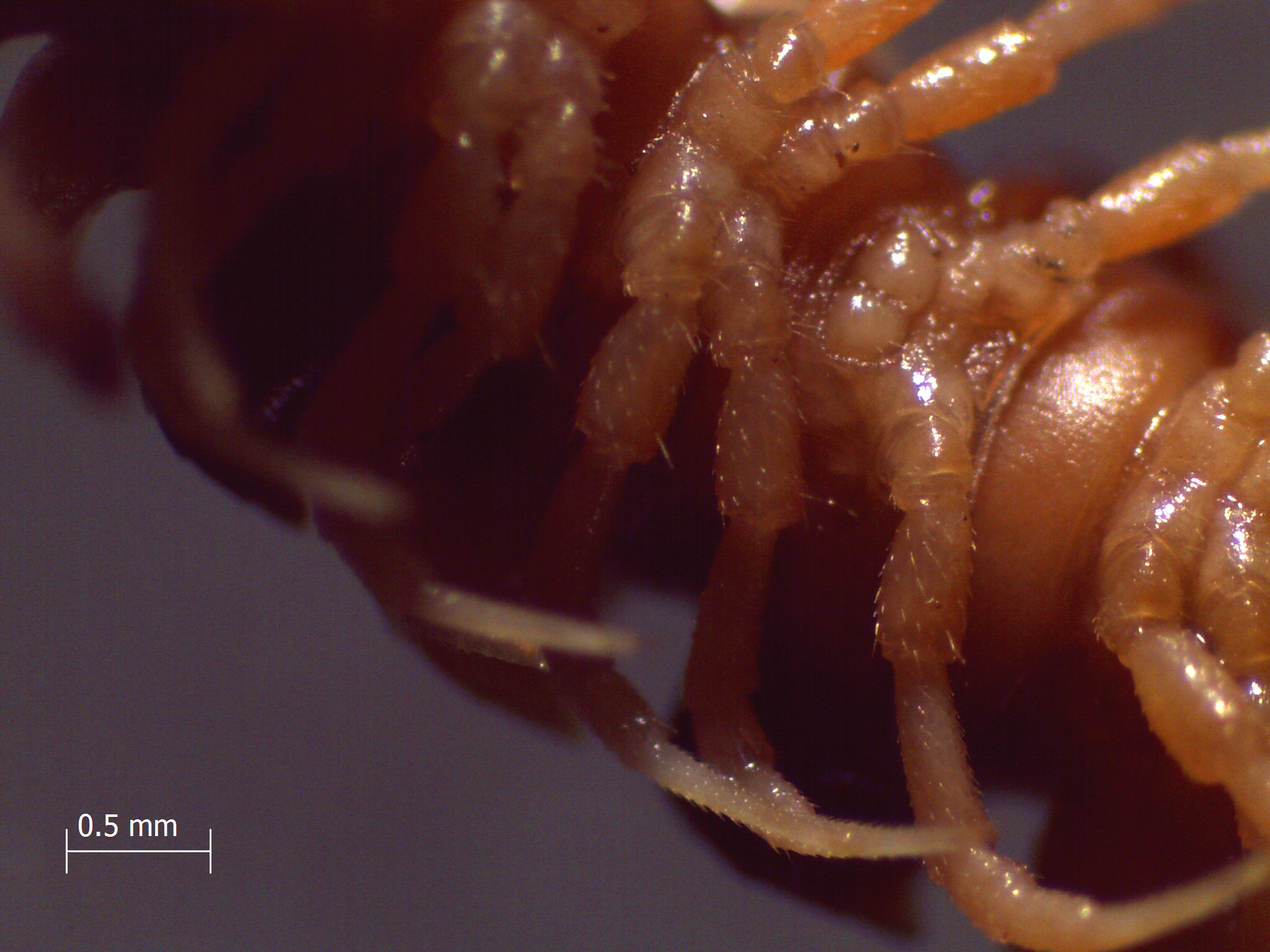